# شهرستان بازارقرغان
شهرستان بازارقرغان (به قرقیزی:Базар-Коргон району، بازار قورعون)(به روسی: Базар-Коргонский район) یک شهرستان از استان جلال‌آباد است که در غرب قرقیزستان واقع شده‌است. این شهرستان دارای مساحت ۱۹۶۵ کیلومترمربع (۷۵۹ مایل مربع) می‌باشد. مرکز این شهرستان شهر بازارقرغان است.

## خصوصیات
شهرستان بازارقرغان بر اساس آمار سال ۲۰۰۹، دربردارندهٔ ۵۷ منطقه مسکونی، و دارای ۱۴۲٬۹۵۱ نفر جمعیت است.